# La Cambo me fai mau
La Cambo me fai mau o La Camba me fa mal és una nadala occitana escrita per Nicolau Sabòli i molt popular a Provença. Conta la història d'un pastor que demana una sella per al seu cavall a fi de poder anar a veure el nen Jesús, car li fa molt de mal la cama. Al llarg del camí coneix diversos personatges. En trobar el Jesuset, el mal de cama és guarit.
Existeixen diverses versions tant en provençal com en llenguadocià.

## Versió provençal (grafia mistraliana)
I'a pron de gènt que van en romavatge
I'a proun de gènt que van en Betelèn.
Ié vòle anar, ai quàsi pron courage,
Ié vòle anar, s'iéu poder caminar.
La camba me fai mau,
Bota sella, bota sella
La camba me fai mau,
Bota sella a mon chivau.
Touti li bergiers qu'éron sus la montanha,
Tóuti li bergiers an vist un messagier.
Que i'a crida : Metetz-vos en campanha !
Que i'a crida : Lo Fiéu de Diéu es nat !
La camba me fai mau,
Bota sella, bota sella
La camba me fai mau,
Bota sella a mon chivau.
En aquest temps li fèbre soun pas sano ;
En aquest temps li fèbre valon rèn ;
Ai endura uno fèbre quartano,
Ai endura sènso me rancura.
La cambo me fai mau,
Bouto sello, bouto sello
La cambo me fai mau,
Bouto sello à moun chivau.
Ai un roussin que volo dessus terro,
Ai un roussin que manjo lou camin !
L'ai achata d'un que vèn de la guerro,
L'ai achata cinq escu de pata.
La cambo me fai mau,
Bouto sello, bouto sello
La cambo me fai mau,
Bouto sello à moun chivau.
Un gros pastras que fai lou catamiaulo,
Un gros pastras s'envai au pichot pas.
S'èi revira au brut de ma paraulo,
S'èi revira, i'ai di de m'espera.
La cambo me fai mau,
Bouto sello, bouto sello
La cambo me fai mau,
Bouto sello à moun chivau.
Aquéu palot descausso si sabato,
Aquéu palot s'en vai au grand galot ;
Mai, se'n-cop l'ai, ié dounarai la grato ;
Mai, se'n-cop l'ai, iéu lou tapoutarai.
La cambo me fai mau,
Bouto sello, bouto sello
La cambo me fai mau,
Bouto sello à moun chivau.
Quand aurai vist lou Fiéu de Diéu lou Paire,
Quand aurai vist lou Rèi de Paradis,
E quand aurai felicita sa maire,
E quand aurai fa tout ço que déurrai,
N'aurai plus ges de mau,
Bouto sello, bouto sello,
N'aurai plus ges de mau,
Bouto sello à moun chivau.